# Maurice Braillard
Pour les articles homonymes, voir Braillard.
Maurice Braillard, né le 23 juillet 1879 à Auvernier et décédé le 8 juillet 1965 à Genève, est un architecte, urbaniste et homme politique suisse membre du Parti socialiste.

## Biographie

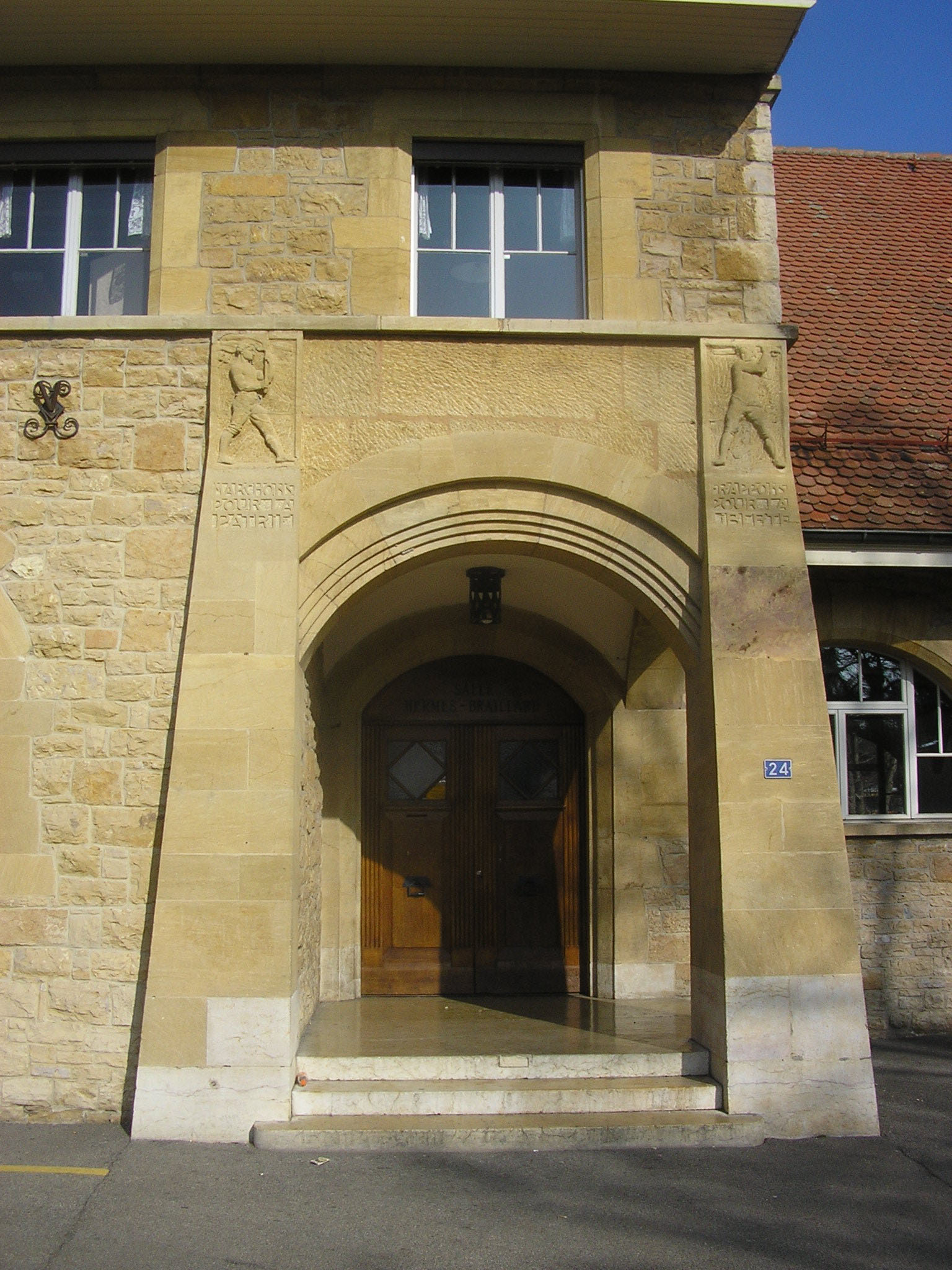
Porche de l'école d'Onex. « Marchons pour la patrie », « Frappons pour la liberté ».

Il suit un apprentissage d'architecte dans les ateliers de Paul Bouvier et Léo Châtelain à Neuchâtel entre 1894 et 1898, puis dans ceux de Charles Bonjour et Charles-François Dubois à Lausanne entre 1898 et 1902. Sans diplôme, il rentre à Genève en 1904 et devient chef de bureau chez l'architecte Marc Camoletti. Publiant ses travaux dans les revues allemandes comme XX. Jahrhundert et Moderne Bauformen dès 1906, il ouvre son propre bureau en 1907.
Sa première œuvre marquante est l'école et la mairie d'Onex (1908-1909) qui suscitent toutefois une polémique, le bâtiment étant jugé « trop allemand ». il construit à Ugine (Savoie) une usine, un phalanstère et un ensemble de maisons (1908-1910) où s'affirment son caractère d'architecte « régionaliste » et son soin des détails dans la tradition du Werkbund. Les écoles de Mies, de Bernex et d'Avully (1909-1912) témoignent de sa réussite. Membre fondateur en 1909 de la section romande de la Fédération des architectes suisses, son immeuble locatif au numéro 3 de l'avenue Gallatin (1911-1913) marque une transition par son caractère moderne et l'usage rationnel du béton en milieu urbain.
Conseiller en urbanisme de la ville de Genève avant la Première Guerre mondiale, il devient l'un des protagonistes de cette nouvelle discipline avec Camille Martin. Il réalise une maison de campagne à Pregny-Chambésy (1925), les immeubles-squares de Montchoisy (1926-1929), le plan de la cité-jardin de Vieusseux (1929), la Maison Ronde (1928), le téléphérique du Salève (1932) et le garage des Nations (1935-1936).
Élu conseiller d'État chargé des travaux publics entre 1933 et 1936, il suscite en 1935 le premier plan régulateur de Suisse.
Il est enseveli au Cimetière des Rois à Genève.

## Téléphérique du Salève

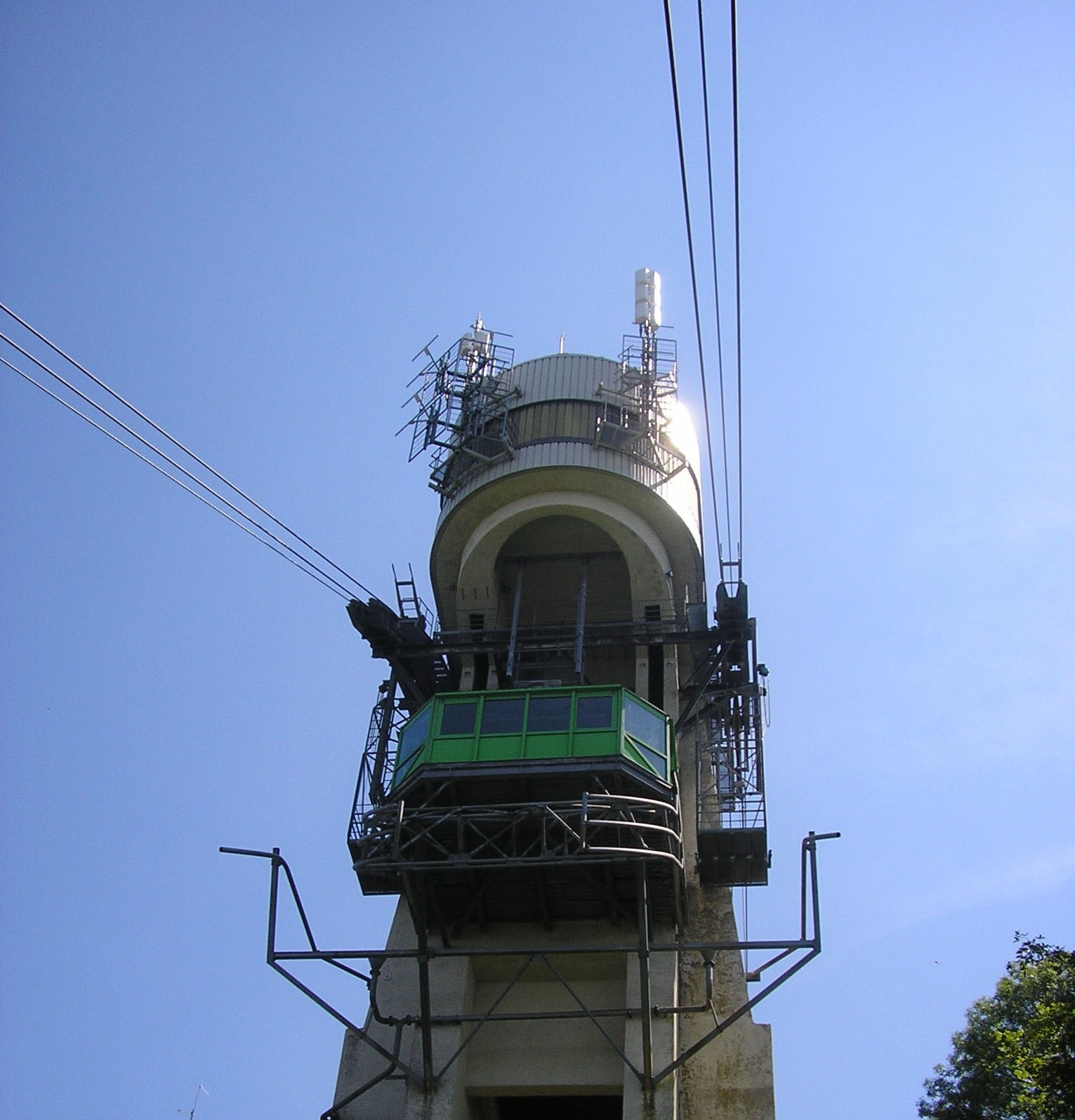
Station du téléphérique du Salève

Cette ligne de téléphérique inaugurée en août 1932 relie Veyrier au sommet du Salève. Il s'agit d'une réalisation d'avant-garde mise en œuvre par Braillard et l'ingénieur spécialiste des téléphériques André Rebuffel. Cette ligne remplace le Chemin de fer du Salève créé en 1890.
La gare d'arrivée, avec ses lignes pures, s'avance audacieusement dans le vide et offre un point de vue spectaculaire sur Genève et le bassin franco-valdo-genevois.
Cet ouvrage est inachevé car l'hôtel et le restaurant panoramique en belvédère prévu dans la station supérieure ne furent, faute de moyens financiers, jamais réalisés.